# Vegetaren
|  | Denne artikel er oprettet af botten PalnaBot ud fra en ekstern database. Den kan derfor have sproglige fejl eller mangler. Denne skabelon kan fjernes efter kontrol af indholdet. |

Vegetaren er en animationsfilm fra 1993 instrueret af Niels Grønlykke, Jes Bo Andersen efter manuskript af Niels Grønlykke, Jes Bo Andersen.

## Handling
En kort film om modvillig ernæring.